# Amadeus (phim)
Amadeus là một phim điện ảnh chính kịch cổ trang của Mỹ năm 1984 do Miloš Forman đạo diễn và Peter Shaffer viết kịch bản, chuyển thề từ vở kịch Amadeus của Peter Shaffer. Nội dung của vở kịch lấy bối cảnh tại Vienna, Áo vào nửa sau của thế kỉ 18, là một câu chuyện tiểu sử hư cấu về Wolfgang Amadeus Mozart. Âm nhạc của Mozart được phát rất nhiều trong nhạc nền phim. Nội dung phim nói về sự đố kị tài năng của nhà soạn nhạc người Ý Antonio Salieri với Mozart dưới triều đại của Hoàng đế Joseph II.
Amadeus nhận được tổng cộng 53 đề cử giải thưởng khác nhau và giành chiến thắng 40 giải, trong đó có tám giải Oscar (bao gồm Phim hay nhất), bốn giải BAFTA, bốn giải Quả cầu vàng, và một giải của Hiệp hội Đạo diễn Hoa Kỳ (DGA). Tính đến năm 2017, đây là phim gần đây nhất giành được nhiều hơn một đề cử tại hạng mục giải Oscar cho nam diễn viên chính xuất sắc nhất. Năm 1998, Viện phim Mỹ xếp phim ở hạng thứ 53 trong danh sách 100 phim hay nhất.

## Nội dung
Vào mùa đông năm 1823, một người đàn ông tên là Antonio Salieri vừa được đưa vào nhà thương điên sau khi tự sát bất thành, ít nhất là sau khi những người hầu nghe thấy lời thú tội của ông về việc đã giết chết Wolfgang Amadeus Mozart. Cha xứ Vogler khi ấy được cử đi tìm hiểu về lời thú tội của Salieri. Salieri hồi tưởng về thời thơ ấu của ông vào những năm 1760, khi ông muốn trở thành một nhà soạn nhạc, trái với ý nguyện của cha ông. Ông đã thề với Chúa sẽ trung thành với Ngài nếu như Ngài biến ông thành một nhà soạn nhạc tài ba. Không lâu sau đó, cha ông đột ngột qua đời, Salieri coi đó là dấu hiệu của Chúa đã chấp nhận lời thỉnh cầu của ông. Năm 1774, Salieri đã trở thành nhà soạn nhạc riêng của Hoàng đế Joseph II ở Viên. Bảy năm sau, tại một buổi tiệc nhằm vinh danh nhà tài trợ của Mozart, Thân vương-Tổng giám mục của Salzburg, Salieri ngỡ ngàng khi phát hiện ra thiên tài siêu việt Mozart lại là một người tục tĩu và có tính cách trẻ con. Salieri, một người ngoan đạo, chẳng thể hiểu nổi tại sao Chúa lại ban phát món quà quý giá cho Mozart mà không phải ông ta, kết luận rằng Chúa đang sử dụng tài năng của Mozart để chế nhạo sự tầm thường của ông. Salieri quyết tâm từ bỏ Chúa và thề sẽ trả thù Ngài bằng cách phá hủy Mozart.
Trong khi đó Chứng nghiện rượu của Mozart đang từ từ tàn phá sức khỏe, gia đình, và cả sự nghiệp của Mozart, bất chấp sự ra đời không ngừng của những tác phẩm đỉnh cao của anh. Salieri thuê một cô hầu gái giả vờ làm người giúp việc của Mozart và qua đó biết được Mozart đang viết một vở opera dựa trên vở kịch Đám cưới của Figaro mà Hoàng đế đã cấm biểu diễn. Khi Mozart được gọi vào để giải thích, anh đã thuyết phục được Hoàng đế cho phép công chiếu vở Opera của chính mình, bất chấp sự phản đối của chính Salieri và các quan chức trong triều đình. Nhưng tin dữ ập đến với Mozart khi anh nghe tin cha anh đã qua đời. Anh đã viết Don Giovanni như một cách giải tỏa nỗi sầu muộn của mình. Salieri nhận ra ảnh hưởng của cha của Mozart trong vở opera đó và nghĩ ra một kế hoạch: Ông đóng giả thành cha của Mozart hiện hồn về và yêu cầu một khúc cầu hồn, sau đó tìm cách giết chết Mozart sau khi tác phẩm được hoàn thành và biểu diễn nó trong chính đám tang của Mozart, vờ như đó là do chính Salieri viết nên. Cùng lúc đó, Emanuel Schikaneder, một người bạn của Mozart, đề nghị anh viết một vở opera cho nhà hát của anh ta. Mozart kiên quyết viết vở opera trong khi vợ anh, Constanze, khuyên chồng mình nên hoàn thành khúc cầu hồn trước. Sau một trận cãi nhau, Constanze quyết định bỏ đi cùng với Karl, con của hai người.
Vở opera mới nhất của Mozart, Cây sáo thần, đã diễn ra thành công tốt đẹp, nhưng Mozart sau nhiều ngày làm việc lao lực, đã bất tỉnh ngay giữa buổi biểu diễn. Salieri đưa Mozart về và giúp đỡ anh tiếp tục sáng tác Khúc cầu hồn với sự hướng dẫn của Mozart, lúc này chỉ có thể nằm trên giường. Buổi sáng hôm sau, Mozart cảm ơn Salieri, Salieri thừa nhận Mozart là nhà soạn nhạc tài giỏi nhất ông từng biết đến. Constanze lúc này cũng đã về nhà, cô yêu cầu Salieri rời khỏi nhà mình. Constanze đã khóa lại phần bản thảo của khúc cầu hồn, nhưng Mozart cùng lúc ấy đã qua đời vì kiệt sức. Mozart được đưa ra khỏi thành Viên và được chôn trong một ngôi mộ tập thể vô danh, giữa một cơn bão.
Trở lại vào hiện tại, Cha Vogler, trong cơn sốc tột độ, không thể tha thứ cho Salieri, người lúc ấy đã đi đến kết luận rằng Chúa "nhân từ" thà phá hủy con người Mozart còn hơn là chia sẻ cho Salieri vinh quang của Ngài. Salieri, trong cơn mê sảng, hứa sẽ cầu nguyện và tha thứ cho Cha Vogler, và cả những kẻ tội đồ khác, như là một vị "thánh bảo hộ". Kết thúc bộ phim, Salieri được đặt lên xe lăn và đưa đi qua nhà thương điên, cùng lúc đó tiếng cười của Mozart vang vọng khắp nơi.

## Phân vai
- F. Murray Abraham vai Antonio Salieri
- Tom Hulce vai Wolfgang Amadeus Mozart
- Elizabeth Berridge vai Constanze Mozart
- Roy Dotrice vai Leopold Mozart
- Simon Callow vai Emanuel Schikaneder
- Christine Ebersole vai Caterina Cavalieri
- Jeffrey Jones vai Hoàng đế Joseph II
- Charles Kay vai Bá tước Orsini-Rosenberg
- Kenneth McMillan vai Michael Schlumberg (Director's Cut)
- Kenny Baker vai Parody Commendatore
- Lisabeth Bartlett vai Papagena
- Barbara Bryne vai Frau Weber
- Martin Cavani vai Salieri trẻ
- Roderick Cook vai Bá tước von Strack
- Milan Demjanenko vai Karl Mozart
- Peter DiGesu vai Franceso Salieri
- Michele Esposito vai học sinh Salieri (Director's Cut)
- Richard Frank vai Cha Vogler
- Patrick Hines vai Kapellmeister Giuseppe Bonno
- Nicholas Kepros vai Bá tước Hieronymus von Colloredo, Prince-Archbishop of Salzburg
- Philip Lenkowsky vai người hầu của Salieri
- Herman Meckler vai linh mục
- Jonathan Moore vai Baron van Swieten
- Cynthia Nixon vai Lorl, người hầu của Mozart
- Brian Pettifer vai nhân viên bệnh viện
- Vincent Schiavelli vai người hầu của Salieri
- Douglas Seale vai Bá tước Arco
- Miroslav Sekera vai Mozart nhỏ
- Cassie Stewart vai Gertrude Schlumberg (Director's Cut)
- John Strauss vai Chủ xướng
- Karl-Heinz Teuber vai Wig Salesman
- Rita Zohar vai Frau Schlumberg (Director's Cut)

## Sản xuất
Trong cuốn tiểu sử mang tên Beginning, Kenneth Branagh cho biết ông là một trong những ứng viên cuối cùng cho vai Mozart, nhưng sau đó đã rời bỏ dự án khi Forman quyết định làm phim với một dàn diễn viên người Mỹ. Để hóa thân vào vai Mozart, diễn viên Tom Hulce phải tập luyện chơi piano năm giờ mỗi ngày. Có nguồn tin cho biết Hulce đã sử dụng tâm trạng thất thường của John McEnroe làm nguồn cảm hứng để miêu tả một Mozart rất khó đoán trước.
Meg Tilly được tuyển vai vợ của Mozart là Constanze, nhưng cô đã bị rách một dây chằng ở chân ngay trước khi phim khởi quay. Cô được thay thế bởi diễn viên Elizabeth Berridge. Simon Callow, người thủ vai Mozart trong vở kịch sân khấu gốc Amadeus ở Luân Đôn cũng được chọn vào vai Emanuel Schikaneder, người viết lời nhạc kịch của The Magic Flute.
Quá trình quay phim diễn ra tại các địa điểm ở Prague và Kroměříž. Trong quá trình quay tại Prague đoàn làm phim được bảo hộ từ cảnh sát mật. Đặc biệt là Forman đã có thể quay các phân cảnh ở Nhà hát Count Nostitz, Prague, nơi hai vở opera của Mozart là Don Giovanni và La clemenza di Tito ra mắt hai thế kỉ trước. Một vài cảnh được quay tại Barrandov Studios. Trong quá trình quay Forman cũng hợp tác với nhà biên đạo mùa người Mỹ Twyla Tharp.

## Đón nhận

### Đánh giá chuyên môn
Sau khi công chiếu, Amadeus được giới phê bình đánh giá rất cao. Tính đến ngày 5 tháng 7 năm 2018, Amadeus nhận được 94% lượng đồng thuận trên hệ thống tổng hợp kết quả đánh giá Rotten Tomatoes, dựa trên 86 bài đánh giá, với điểm trung bình là 8.7/10. Trên trang Metacritic, phim nhận số điểm 93 trên 10, dựa trên 12 bài nhận xét, chủ yếu là những lời khen ngợi. Cũng tính đến ngày 5 tháng 7 năm 2018, Amadeus được những người yêu phim chấm 8,3/10 điểm tại trang web điện ảnh IMDb, đứng thứ 82 trong top 250 phim có điểm cao nhất của trang web này.

### Giải thưởng và đề cử
Năm 1985, Amadeus nhận được 11 đề cử Oscar, trong đó có hai đề cử nam diễn viên chính xuất sắc nhất cho Hulce và Abraham lần lượt cho các vai Mozart và Salieri. Phim đoạt 8 tượng vàng Oscar, gồm các hạng mục lớn: Phim hay nhất, đạo diễn xuất sắc nhất (Forman), nam diễn viên chính xuất sắc nhất (Abraham), kịch bản chuyển thể xuất sắc nhất (Shaffer) và các giải phụ như thiết kế sản xuất xuất sắc nhất, thiết kế phục trang đẹp nhất, hóa trang xuất sắc nhất và hòa âm hay nhất. Phim có hai đề cử nhưng không giành chiến thắng là dựng phim xuất sắc nhất và quay phim xuất sắc nhất. Amadeus, The English Patient, The Hurt Locker, Nghệ sĩ và Birdman là những tác phẩm thắng phim hay nhất chưa bao giờ lọt vào top 5 doanh thu phòng vé của tuần kể từ khi thống kê xếp hạng bắt đầu vào năm 1982. Phim cũng nhận được bón đề cử Quả cầu vàng (Hulce và Abraham tiếp tục cùng nhau nhận đề cử diễn xuất) và đoạt bốn giải, trong đó có giải dành cho Forman, Abraham, Shaffer và phim chính kịch hay nhất. Diễn viên Jeffrey Jones còn nhận một đề cử Quả cầu vàng cho nam diễn viên điện ảnh phụ xuất sắc nhất.